# Elvira Mancuso
Elvira Fortunata Maria Giuseppa Mancuso Lima, coneguda com Elvira Mancuso, (Caltanissetta, Sicília, 15 de desembre de 1867 - ibidem, 11 de febrer de 1958) fou una mestra i escriptora siciliana. La seua novel·la Annuzza la maestrina descriu la vida de les dones a Sicília. Per aquesta obra i altres escrits, és considerada feminista ante litteram.

## Biografia
Elvira Mancuso nasqué i sempre visqué a Caltanissetta (Sicília). Era filla de Giuseppe Mancuso i Rosa Rochetti, que no estaven casats, però ambdós la reconegueren com a filla i la legitimaren en casar-se dos anys més tard, el 1869. Estudià per a mestra a l'Escola Normal i després es graduà en Lletres a la Universitat de Palerm (aleshores Regia Università di Palermo). Fou mestra d'escola primària; com a escriptora fou seguidora del verisme de Giovanni Verga i Luigi Capuana. Entre el 1889 i el 1891 escrigué contes per a la revista femenina Cornelia, que signà amb els pseudònims «Lucia Vermanos» —anagrama del seu nom— i Ruggero Torres.
El 1906 va escriure la seua obra més famosa: Annuzza, la maestrina. Una historia siciliana, una novel·la amb connotacions autobiogràfiques sobre la condició de les dones sicilianes a principis del segle xx.
També el 1906 escrigué una obra en vers, Resede e ortiche i, al 1907, un assaig Sulla condizione della donna borghese in Sicília: appunti e riflessioni. El 1909, Bagattelle, raccolta di operi varie.
Amb el feixisme de Mussolini, es retirà com a escriptora i es dedicà només a l'ensenyament primari.903097239
Annuzza, la maestrina. Una història siciliana és la seua única novel·la: la protagonista rebutja el matrimoni com a forma de vida; l'autora expressa la seua aversió i rebuig a la condició imposada a les dones, determinada pel sistema de l'època en una Sicília que considera torturadora i opressiva.
Aquesta novel·la fou fonamental per a la literatura siciliana de l'època. Aparegué per primera vegada amb el subtítol Vecchia storia... inverosimile i s'anticipà als grans narradors italians del segle xx. Fou recuperada per Italo Calvino i reimpresa en els anys 1980 per Einaudi amb un prefaci de Leonardo Sciascia, i la va reimprimir el 1990 l'editorial Sellerio. Leonardo Sciascia hi digué: «En aquest llibre hi ha moltes veritats que no envelleixen».
Mancuso va escriure, després d'Annuzza, alguns assaigs sobre la desigualtat de sexes en la societat. En els seus escrits denunciava la domesticitat forçada i l'estil de vida rígid al qual van obligar les dones sicilianes. En l'assaig Sulla condizione della donna borghese in Sicília: appunti e riflessioni, escriu:
| «                | De totes les conquestes de la burgesia, les dones només han rebut l'escàs consol de servir un amo més lliure, més poderós, més feliç de viure. El sacrifici continuat dels seus drets, de la seva personalitat, li semblen coses fatals i necessàries, ordenades per la naturalesa i per Déu. | » |
| — Elvira Mancuso | |   |

També lluità per l'educació de les xiquetes, tot i que criticava les escoles primàries de les xiquetes per ser només utilitzades per a capacitar-les per al que la societat esperava d'elles.
Va morir a Caltanisetta l'11 de febrer de 1958.

## Obres
Del 1889 al 1891:
- Sacrificio, publicat en la revista Cordelia
- Serata in província, publicat en la revista Cordelia
- Sogno, publicat en la revista Cordelia

Del 1906 al 1909:
- Resede e ortiche, obra en vers (Ed. Caltanissetta, 1906)
- Annuzza la maestrina, novel·la (Ed. Caltanissetta, 1906)
- Sulla condizione della donna borghese in Sicília: appunti e riflessioni, assaig literari (Ed. Caltanissetta, 1907)
- Bagattelle, recull de diverses obres (1909)